# Акмаев, Анатолий Исаевич
Анатолий Исаевич Акмаев (род. 26 марта 1953, г. Кадиевка — 25 июня 2011, г. Алчевск) — украинский экономист. Ректор (2005-2011) Донбасского государственного технического университета. Инициатор и непосредственный руководитель превращения Донбасского горно-металлургического института в Донбасский государственный технический университет. Выходец из семьи шахтера, который всю свою жизнь направил на исследование проблем экономики современной Украины.

## Биография
Отец Анатолия Исаевича работал горным мастером на шахте «Центральная - Ирмино». Мать — на этой же шахте сестрой-хозяйкой шахтного профилактория.
В 1970 г. юноша окончил среднюю школу и поступил в Кадеевский филиал Коммунарского горно-металлургического института на специальность «Экономика и организация горной промышленности». Во время студенческих каникул Анатолий работал на отцовской шахте учеником рабочего очистного забоя, а затем подземным рабочим. И так каждое лето, вплоть до 1976 года. Учился отлично, был Ленинским стипендиатом. В 1975 г. с отличием окончил КГМИ, получив квалификацию горного инженера-экономиста. Совет экономического факультета дал ему рекомендацию для поступления в аспирантуру.
В 1978 г., успешно окончив аспирантуру, Анатолий Исаевич работал в КГМИ младшим, а затем старшим научным сотрудником научно-исследовательского сектора, активно занимался научной работой, публиковал первые научные работы в институтских и отраслевых сборниках и журналах.
В 1980 г. защищает кандидатскую диссертацию и переходит на преподавательскую работу ассистентом, доцентом (1982-1991 гг.), А с 1990 года — заведующим кафедрой экономики и управления. В 1992 году защищает докторскую диссертацию, в 1996 г. присвоено ученое звание профессора, а через два года — 8 июня 1998 г. — избран академиком Академии экономических наук Украины.

## Научный вклад
Акмаев Анатолий Исаевич — автор 155 научных работ, в том числе 12 монографий и учебных пособий, подготовил 16 кандидатов экономических наук. Круг научных интересов составляют вопросы повышения эффективности работы и совершенствования деятельности угледобывающих предприятий.

## Признание
В 2001 г. присвоено звание «Заслуженный работник образования Украины».
В 2003 году становится первым проректором ДГМИ, а с апреля 2005 г., приказом Министра образования и науки Украины, профессор А. И. Акмаев назначается ректором Донбасского государственного технического университета.
1 декабря 2008 Указом Президента Украины Анатолию Исаевичу была присуждена Государственная премия Украины в области науки и техники за научную работу «Система управления финансами в отрасли образования».